# 陈靖 (1964年)
陈靖（1964年3月—），男，浙江苍南（现属龙港市）人。中国共产党党员。中华人民共和国政治人物。华东师范大学政教系毕业，复旦大学管理学院产业经济学系产业经济学专业博士在职研究生学历。

## 生平
历任共青团上海市委副书记、书记，中共上海市闵行区委副书记、代区长、区长，上海市人民政府副秘书长、上海市对口支援新疆工作前方指挥部总指挥，喀什地委副书记等职。2011年9月任新疆维吾尔自治区人民政府党组成员。2017年1月，当选上海市人大常委会秘书长。2018年2月24日，当选为第十三届全国人大代表。2019年9月，轉任上海市人民政府秘書長。
2021年1月，当选上海市人大常委会副主任。